# Pyrinia subaurata
Pyrinia subaurata là một loài bướm đêm trong họ Geometridae.